# Летальные мутации
Летальные мутации (лат. letalis — смертельный; лат. mutatio — изменение) — мутация, вызывающая гибель содержащего её организма. Доминантная летальная мутация губительна для всех (как гомозигот, так и гетерозигот), а рецессивная летальная мутация — только для гомозигот.
Сведения о доминантных летальных мутациях ограничены, из-за трудности изучения. Рецессивные летальные мутации, напротив, изучены хорошо.